# Guðný Halldórsdóttir
En aquest nom islandès, el darrer nom és un patronímic, no pas un cognom. La manera de referir-se a aquesta persona és pel nom de pila.
Guðný Halldórsdóttir (nascut el 23 de gener de 1954) és una directora de cinema i guionista islandesa. Ha dirigit vuit pel·lícules des de 1984, incloses Kristnihald undir Jökli i Ungfrúin góða og húsið. El 1986 va escriure el guió de la comèdia Stella í orlofi i el 2002 va dirigir la seva seqüela, Stella í framboði. El 2007 va dirigir Veðramót que va participar en el 30è Festival Internacional de Cinema de Moscou. El seu pare era escriptor i Premi Nobel de Literatura el 1955 Halldór Laxness, mentre que la seva mare era l'escriptora i dissenyadora tèxtil Auður Laxness. El seu fill és el raper, actor i còmic Halldór Laxness Halldórsson, més conegut com a Dóri DNA.

## Filmografia selecta
- Stella í orlofi (1986)
- Áramótaskaup (sèrie de televisió, 1984-1994)
- Kristnihald undir Jökli (1989)
- Karlakórinn Hekla (1992)
- Ungfrúin góða og húsið (1999)
- Stella í framboði (2002)
- Veðramót (2007)